# Eocarcharia
Eocarcharia (z řeckého „eos“ [= „spodní“ ve smyslu „vývojově bazální“] a „karcharias“ [= „žralok“]) je rod teropodního dinosaura z čeledi Carcharodontosauridae, který žil v období spodní křídy před přibližně 112 miliony let (přelom geologických věků apt a alb) na území dnešního Nigeru.

## Fosilní materiál a velikost
Veškerý popsaný fosilní materiál zahrnuje pouze zkamenělé kosti lebky. Eocarcharia byl středně velký teropod, dosahující odhadované délky kolem 6,1 metru.

## Klasifikace
Dle fylogenetické analýzy patří Eocarcharia do čeledi zahrnující největší teropodní dinosaury - Carcharodontosauridae, kde tvoří sesterský taxon rodu Acrocanthosaurus.

## Druhy
Rod Eocarcharia je v současné době monotypickým taxonem, což znamená, že zatím známe pouze jeden druh - E. dinops (= „zuřivooký“).